# Hightail
Hightail，前身为YouSendIt，是一种云存储服务，允许用户发送、接收、簽名和同步文件。YouSendIt.com和YouSendIt Inc.成立于2004年，並于2013年更名为Hightail。该公司早期的重点是帮助用户发送对于當時的电子邮件来说太大的文件，並于2007年开始为企业添加功能和插件。该服务现在可以通过網頁、桌面客户端、移动设备或通过商業应用程序插件使用。

## 历史
Hightail于2004年由Ranjith Kumaram、Amir Shaikh和Khalid Shaikh成立，當時名爲YouSendIt Inc.。早年，Amir追求广告收入，Jimmy Vienneau管理业务发展，Francis Wu创造了包括标志在内的平面设计，Kumaran专注于用户体验，而Khalid则从事技术工作。到2004年5月，该公司拥有三十萬名用户，并且每月增长30%。同年9月，Cambrian Ventures投资了25万美元。最初，YouSendIt主要用于发送对于当时电子邮件提供商设置的文件大小限制来说太大的文件，例如照片或音频文件。
2005年8月，公司筹集了500万美元的资金。之后，创始人之间发生了分歧。几年后，Khalid和Amir Shaikh离开了公司，而Kumaran则继续担任产品管理和营销职务。2011年，Shaikh承认在2008年12月至2009年6月期间对YouSendIt进行阻斷服務攻擊。
Ivan Koon接任首席执行官後，YouSendIt继续筹集4900万美元。YouSendI 随着文件接收者看到该服务的运作方式而发展壮大，到2009年3月达到十萬名付费用户和850万注册用户。2011年1月，YouSendIt Inc. 收购了Microsoft Outlook插件开发商Attassa和iPhone应用开发商Zosh。
2012年5月，前美国在线和雅虎执行官布拉德·加林豪斯被任命为首席执行官。他将公司重新聚焦于文件共享和远程文档访问，使其与 Dropbox Inc. 和 Box Inc.竞争。Hightail 开始针对竞争对手Dropbox和Box进行广告宣传，其口号是“您的文件不应该被丢弃（英語：Dropped）也不应该被装箱（英語：Boxed）”。
2013年1月，YouSendIt收购了Found Software，该公司开发了Found for Mac应用程序，用于搜索macOS计算机和连接网络上的文件。同年7月，YouSendIt宣布更名为Hightail，以代表公司服務已超越超越文件共享和文件协作。此後，还推出了适用于iOS和Windows设备的新移动应用程序，以及无限存储选项。
2013年9月，Hightail收购了adeptCloud，一個以安全为中心，用于在公司防火墙内托管文件的服务。11月，Hightail筹集了3400万美元的额外资金。Brad Garlinghouse于2014年9月辞去首席执行官一职，据称是因为与董事会意见不合。他被联合创始人Ranjith Kumaran取代。
2015年5月，该公司推出了Hightail Spaces，旨在讓创意专业人士更爲專注於构思想法，而非相關的技術問題，例如意見收集和版本管理。
2018年，Hightail被OpenText收购。

## 产品与服务
Hightail的用户将文件上传到其服务器後，可以獲得一個下載連結，并將之提供給收件人。用户还可以通過應用程序管理相關文件，並將本機文件夹和在线存储同步。
除了Hightail.com上的網頁服務，该服务也可以在Windows和macOS的桌面应用程序，或iOS和Android的移动应用程序上使用。也有用于商业应用程序的插件，例如Microsoft Outlook和Yahoo! Mail，以允许用户从应用程序中直接通過Hightail发送文件。Hightail允許使用鼠标或触摸屏对文档进行数字签名。该服务具有按使用付费的加密功能，允許通过Hightail发送的文件在传输过程和存储過程中被加密。
消费者版本以免费增值的方式出售。商业产品名爲YouSendIt for Business，最初名爲Workstream，与Active Directory和SharePoint集成。商业版具有供企业使用的附加功能，例如移动设备上的远程数据擦除、服务水平协议和合规性要求控制，例如HIPAA和PCI。
截至2013年，该公司在约200个国家拥有超过四千万位注册用户。大多数人使用它的免费服务来获得2 GB的存储空间，當中五十萬用戶则为无限的存储空间和附加功能付费。

### 软件版
YouSendIt最初是个人通過YouSendIt.com共享文件和图像的一种方式。2007年，YouSendIt发布了一个企业套件，该套件具有面向业务用户的管理和报告功能。次年，發佈了SiteDrop，允許將YouSendIt嵌入第三方网站。
2008年，YouSendIt添加了插件，允许从Final Cut Pro、Microsoft Outlook、和Adobe Acrobat等应用程序中通过YouSendIt发送文件。同年5月，Yahoo! Mail发布了新版本，包括内置的YouSendIt，讓YouSendIt在接下来的两个月内增加了一百万用户。7月，为了与Dropbox竞争，YouSendIt推出了在线文件夹管理系统和数字签名功能。接下来的一个月，YouSendIt添加了适用于macOS、Windows、iOS以及Android设备的应用程序。
2012年3月，YouSendIt发布了一款面向商业用户的独立产品，名为Workstream，后来更名为YouSendIt for Business。

## 評價
《个人电脑杂志》对该服务的评分为4分（满分5分）。评论者Jeffrey Wilson指出其应用程序易于使用，并特別強調其数字签名和云存储功能。Wilson也报告了在垂直握持手机时尝试使用数字签名功能时遇到的问题，并且偶尔会遇到崩溃。未來出版社给这项服务打了9.5分（满分10分）。未來出版社称赞该产品可以从台式机、笔记本电脑或其他移动设备无限下载和访问。在基准测试中，该服务上传一个30 MB的文件需要7分钟，而行业平均水平为6分钟。
根据《Small Business Trends》的一篇评论，“（YouSendIt）可能最强大的功能之一就是签署数字文档的能力。”About.com的一篇评论称，该服务易于使用，并指出其在密码保护、文件跟踪和界面品牌方面的功能，但也指出用戶不能轻易在用YouSendIt发送的邮件上复制自己的信息。《MacLife》的一位评论者喜欢它的同步和协作工具，但对“笨拙”的用户界面發出了抱怨。
《PC Advisor》對YouSendIt for Business作出了評價，表示Dropbox具有更好的定制性，而YouSendIt具有与SharePoint和Active Directory等程序集成以用于企业环境的优势。Enterprise Strategy Group在2012年对文件共享和协作市场的供应商进行了比较审查。从終端用户的角度来看，它對Hightail给出了一个中等的分数，而从管理员的角度来看，它给出了一个略低于平均水平的分数。ESG指出，按用户计价的定价模式非常昂贵，但它没有上限或附加费，这使得頻繁使用它的用户更能负担得起。ESG测试人员指出它既简单又安全，但缺乏一些竞争对手已有的审计和工作流程功能。